# Nationales Innovationssystem
Der Begriff Nationales Innovationssystem (NIS) (en. National Innovation System oder National System of Innovation) bezeichnet ein Netzwerk von Institutionen in Staat und Wirtschaft (insb. Firmen und Universitäten), die in Wechselwirkung versuchen Innovationen zu initiieren, fördern und verbreiten. Auf regionaler Ebene wird auch von einem Regionalen Innovationssystem gesprochen.
Die Innovationsforschung untersucht im historischen wie internationalen Vergleich die unterschiedlichen nationalen Rahmenbedingungen für Innovationen, wie Gesetze, Normen und eingespielte Routinen, oder etwa die Clusterbildung zwischen den Unternehmen. In der aktuellen Forschung werden Bestimmungsfaktoren zur Charakterisierung und zur Beurteilung der Qualität eines NIS gesucht, zum Beispiel indem Indikatoren für Systeminputs und -outputs gemessen werden. Unter Regie der OECD wurden entsprechende Indikatoren im internationalen Maßstab standardisiert.
Die Innovationspolitik bemüht sich, Strategien zu formulieren und umzusetzen, die das jeweilige NIS unter den gegebenen gesellschaftlichen, wirtschaftlichen und politischen Bedingungen optimal gestalten. Die Innovationspolitik verdrängt auf diese Weise immer mehr die bislang betriebene Industrie- und Technologiepolitik und stellt damit innerhalb der Wirtschaftspolitik in besonderer Form ein aktuelles Beispiel für ein mehr oder minder hohes Maß an Staatsinterventionismus dar. Beispiel hierfür ist etwa, wie in dieser Hinsicht Japan von Staaten innerhalb Asiens (etwa Südkorea) wie auch außerhalb Asiens als Vorbild für technologiegeführtes Wirtschaftswachstum genommen wird. Problematisch hierbei ist insbesondere, inwieweit die nationalstaatlichen Strategien nicht durch Standort-Arbitrage transnationaler Unternehmen in ihrer nationalen Wohlstandswirkung reduziert werden.
Die Idee eines Nationalen Innovationssystems wurde erstmals bereits von Friedrich List im 19. Jahrhundert entwickelt.

## Belege
1. ↑  Freeman, C. (1987): Technology Policy and Economic Performance: Lessons from Japan. London, Pinter
2. ↑  Michael Fritsch, Viktor Slavtchev: What determines the efficiency of regional innovation systems? (PDF; 1,2 MB), JENA ECONOMIC RESEARCH PAPERS # 2007 – 006
3. ↑  OECD-Projekt „Mapping Innovative Clusters in National Systems of Innovation“
4. ↑  Patel, P. und K. Pavitt (1994): National innovation systems: why they are important, and how they might be measured and compared. Economics of Innovation and New Technology, 3 (1), 77–95
5. ↑  3. SCIENCE AND INNOVATION: COUNTRY NOTES: Germany (PDF; 138 kB)
6. ↑  Werwatz, A., H. Belitz, M. Clemens, T. Kirn, J. Schmidt-Ehmcke und S. Schneider (2007): Innovationsindikator Deutschland 2007. DIW Berlin: Politikberatung kompakt 33. Berlin. Rae, D. und M. Sollie (2007): Globalisation and the European Union: Which Countries are Best Placed to Cope. OECD Economics Department Working Paper No. 586. Paris. European Commission (2008): European Innovation Scoreboard 2007 – Comparative Analysis of Innovation Performance. Inno-Metrics Publication, February 2008. Download unter: www.proinno-europe.eu/. World Economic Forum (2007): The Global Competitiveness Report 2007–2008. New York, Palgrave Macmillan.
7. ↑  Ron Hira: The Offshoring of Innovation. U.S. innovation system morphs as investments in R&D increasingly go to low-cost countries
8. ↑  Chris Freeman, The ‘National System of Innovation’ in historical perspective, Cambridge Journal of Economics, Vol. 19, Issue 1, 2005, S. 5–24